# Slasher
Slasher, är en subgenre till skräckfilm där handlingen ofta centreras runt en övermänsklig psykopat (ofta med mask) som mördar ett antal människor, i regel tonåringar, unga vuxna och andra som kommer i vägen. 
Ofta används kniv och liknande vapen som machete eller yxa till mördandet. Det är ovanligt att skjutvapen används. Dessa filmer brukar oftast börja med ett mord på någon ung flicka, och sluta med en ensam överlevande tjej, en så kallad "survivor girl" eller "final girl". Sex och droger brukar leda till död i den här typen av film. Genren hade sin storhetstid på 1980-talet men fick en liten revival på 1990-talet med Wes Cravens film Scream.
En mängd slasherfilmer utspelar sig på olika högtider/speciella dagar, såsom julafton (Stilla natt, blodiga natt), Alla hjärtans dag (My Bloody Valentine), första april (April Fool's Day) och halloween (Alla helgons blodiga natt).
Slasher skall inte förväxlas med genren splatter. Splatter och gore-filmer är egentligen mer menade att äckla och roa än att få tittaren att rysa och bli skrämd. Många slasherfilmer är i och för sig också väldigt blodiga och man kan kanske säga att de bägge genrerna har bildat en hybrid ibland. Splatterfilmerna kan också vara i princip vilken typ av film som helst: vampyrfilm, zombiefilm, etc, bara de innehåller mycket blod, avhuggna lemmar, spyor och annat som kan uppfattas som äckligt.
Den första slasherfilmen var Ecologia del delitto (A Bay of Blood) från 1971, regisserad av Mario Bava.

## Bakgrund
En föregångare/motsvarighet eller inspirationskälla är den italienska genren giallo som blandar skräck med deckare. Men den första filmen som många menar är en väldigt stor inspirationskälla till slasher är Hitchcocks Psycho (1960).
Andra filmer som influerat:
- Peeping Tom (1960)
- Dementia 13 (1963)

## Betydelsefulla slasherfilmer
- Stilla natt, blodiga natt (originaltitel Black Christmas) (1974) – sägs vara den första "riktiga" slasherfilmen.
- Motorsågsmassakern (1974) – satte grunden till hur slasherfilmen ska vara med både en sista överlevande tjej (final girl) och mördaren i mask som inte pratar. Har fått tre uppföljare, en remake och en prequel till remaken.
- Alla helgons blodiga natt (1978) – populär film som gjorde den klassiska slasherstilen ännu mer populär. Har fått nio uppföljare, en remake och en uppföljare till remaken har kommit (2009).
- Fredagen den 13:e (1980) – en av de mest populära slasherfilmerna som startade vågen av slasherfilmer under 1980-talet. Har fått nio uppföljare, en crossover med Terror på Elm street-serien och en remake, även här är en uppföljare till remaken på gång. Mest känd blev första filmen för dess mordscener och det ökade blodet, signerat specialeffektsmästaren Tom Savini.
- Terror på Elm Street (1984) – förnyade genren en del genom att gärningsmannen var spöket efter en mördare, som tar sig in i några tonåringars mardrömmar för att döda dem. Har fått sex uppföljare, en crossover med Fredagen den 13:e-serien och en remake. Filmen gav även upphov till en tv-serie Freddy's Nightmares 1988-1990 med Freddy Krueger som seriens värd
- Den onda dockan (1988) – skiljer sig mycket från andra slashers då mördaren är en docka besatt av en seriemördares själ. Mordoffren är i och för sig inga tonåringar/ungdomar och jämfört med många andra slasher-filmer innehåller den kanske inte så mycket mord och blod. Har fått fyra uppföljare.
- Scream (1996) – slashergenren fick sig en comeback med denna film. Har hittills fått sex uppföljare.